# Trans
Trans (оригинално изписване: TRANS) е научнофантастична тактическа екшън игра от трето лице, разработена и публикувана от българското студио Wizcom Entertainment. Публикувана през 2000 година, Trans е първата комерсиална видео игра на българско студио с 3D компютърна графика. Света и историята на Trans черпят вдъхновение от популярната научна фантастика и Киберпънк литература, играчите контролират Трансботи – роботи, които се транформират в различни форми с разнообразни комбинации от оръжия, способности и спецификации. Студиото започнало работа по концептцията за играта през 1998, а отборът по разработка се състоял от осем софтуерни инженера и пет дизайнера. За създаване на играта Wizcom разработва и използва игровия двигател Wyern на езика за програмиране C. Компанията разпространявала онлайн безплатна (шеъруеър) версия на играта с достъп до първите четири нива от кампанията и четири от игровите роботи, а достъпът до пълната версия на играта струвал $14.95. Освен самостоятелно, играчи и с двете версии могат да играят заедно в локална мрежа или през интернет. Оригиналната транс музика в играта е писана от българската инди-електро банда Gravity Co., която се заражда именно като старничен проект по копмозиране на музиката за Trans.
Действието в Trans се развива в далечната 2250 година и се фокусира върху епичния таен конфликт за свободата и бъдещето на човечеството. Футористичното общество на Еладия, индоктринирано във вярванията на движението на The Purist, счита себе си за утопично кътче на мира, реда и любовта сред руините на стария свят. Щастието и реда в обществото на Еладия се поддържат чрез задължителното участие на гражданите в изкуствената реалност на име Транс, в която съзнанията им биват пренасяни посредством невронен интерфейс познат като Тронът на Душата. Играчите влизат в роялата на Артър Дивайн – примерен гражданин на Еладия, който се оказва грешка в системата. Принуден да се бори за живота си, Артър поема на мисия във виртуалната реалност на Транс и разкрива тъмните тайни на симулацията и Еладия.